# Abeokuta

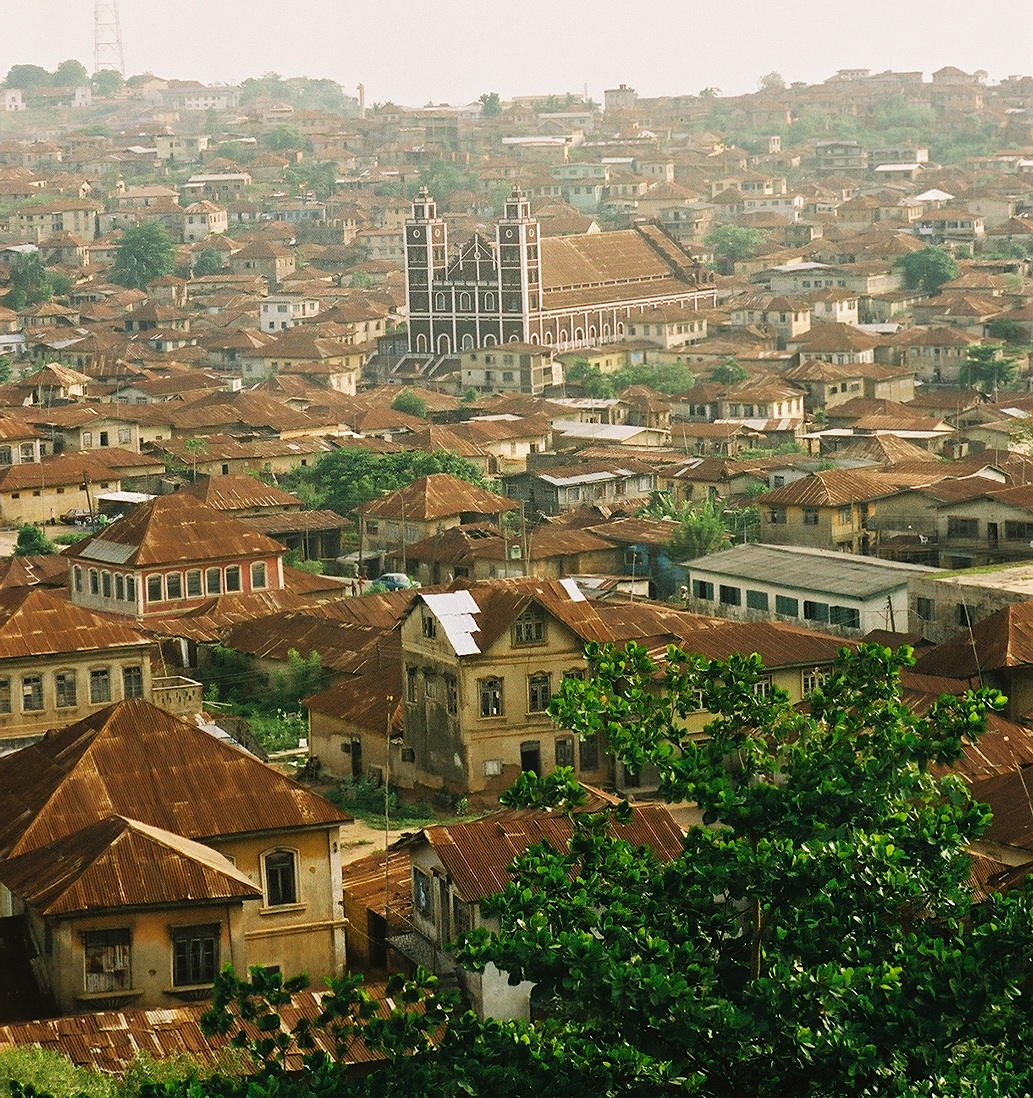
Blick über die Stadt

Abeokuta (Yoruba für „Zuflucht zwischen den Felsen“) ist eine Großstadt im Südwesten Nigerias und die Hauptstadt des Bundesstaates Ogun. Sie liegt am Ogun-Fluss und hatte 860.298 Einwohner im Jahr 2012.
Die Stadt ist der Sitz eines der fünf Oberhäupter des Yoruba-Volkes, der Alake genannt wird.
Seit 1997 ist Abeokuta auch Sitz des römisch-katholischen Bistums Abeokuta, dessen Hauptkirche die Peter-und-Paul-Kathedrale ist.

## Geschichte
Abeokuta wurde um 1830 von der zu den Yoruba gehörenden Volksgruppe der Egba als Stützpunkt gegen Überfälle von Sklavenjägern aus Dahomey gegründet. Die Egba zogen verstärkt in das Gebiet von Abeokuta, nachdem sie durch Armeen anderer Yoruba aus ihrer Heimat um die Stadt Ibadan verdrängt worden waren. Diese flüchteten selbst aus ihrem Königreich Oyo vor dem Einfall der Fulbe aus dem weiter nördlich gelegenen Land der Hausa.

## Kultur
In Abeokuta befindet sich die private Crescent University. Die Stadt ist außerdem Sitz des römisch-katholischen Bistums Abeokuta. 1946 wurde die Frauenorganisation Abeokuta Women’s Union gegründet.
Ein örtlicher Fußballverein ist der Gateway United FC. Die Stadt war ein Spielort der Fußball-Afrikameisterschaft der Frauen 1998. Auch die erste Auflage der westafrikanischen Fußballmeisterschaft, der WAFU Cup of Nations 2010, fand in Abeokuta statt.

## Tourismus

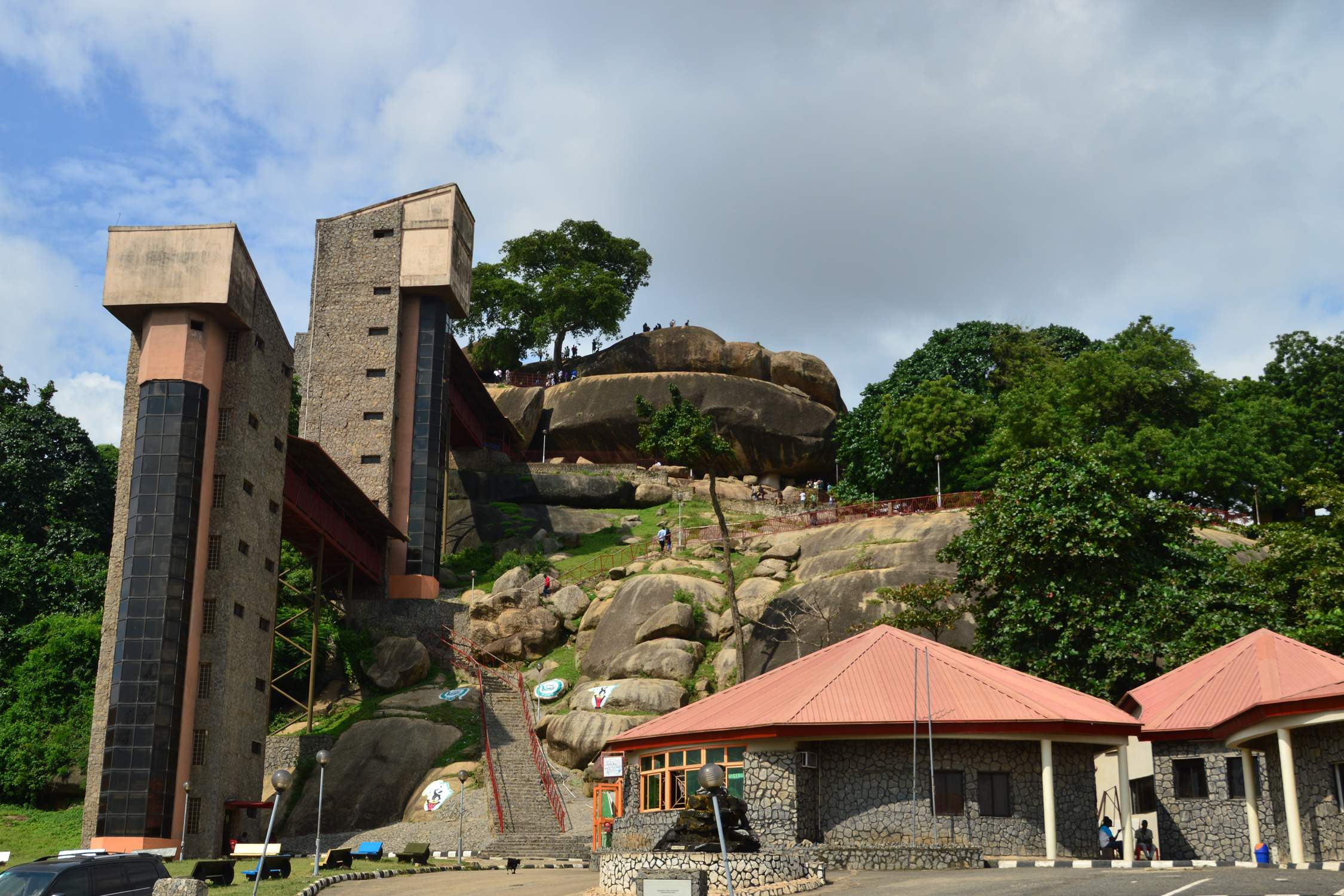
Olumo Rock in Abeokuta

Abeokutas Name verweist auf einige Felsformationen in der Nähe, mit der Namensbedeutung „Zuflucht zwischen den Felsen“ ist vor allem der Olumo Rock gemeint. Dem Felsen kommt eine spirituelle Bedeutung zu und er ist ein Touristenziel.
Die Präsidentielle Bibliothek von Olusegun Obasanjo ist ein weiteres Touristenziel. Obasanjo führte als Oberst im Biafrakrieg die entscheidende Operation zur Niederringung der abtrünnigen Region Biafra durch, war später Generalstabschef unter Diktator Murtalla Mohammed, entkam während eines Putsches seiner Ermordung durch eine Verwechslung, wurde selbst Diktator und führte sein Land in die Demokratie, saß unter Sani Abacha in der Todeszelle und wurde danach zwei Mal demokratisch zum ersten Präsidenten der (bis heute bestehenden) Vierten Republik gewählt. Die Bibliothek ist weniger eine Bücherei als ein Museum über das bewegte Leben des Generals und Politikers.

## Wirtschaft und Infrastruktur
Die Stadt stellt das Zentrum eines Kakaoanbaugebiets dar und zeichnet sich durch eine moderne Missionsklinik aus. An Industriebetrieben verfügt Abeokuta unter anderem über eine Großbrauerei und ein Zementwerk; daneben gibt es Betriebe, die sich auf das Färben handgewebter Stoffe spezialisiert haben. Die Stadt ist darüber hinaus Umschlagplatz für Agrarerzeugnisse (Palmprodukte, Kakao).

Seit 2021 gibt es eine Normalspur-Zugverbindung Abeokutas mit Lagos und Ibadan. Fahrscheine können nur am Schalter und nur gegen Bargeld erworben werden. Abfahrzeiten nach Lagos sind ca. 10:00 und 18:00, die nach Ibadan ca. 8:30 und 16:30.

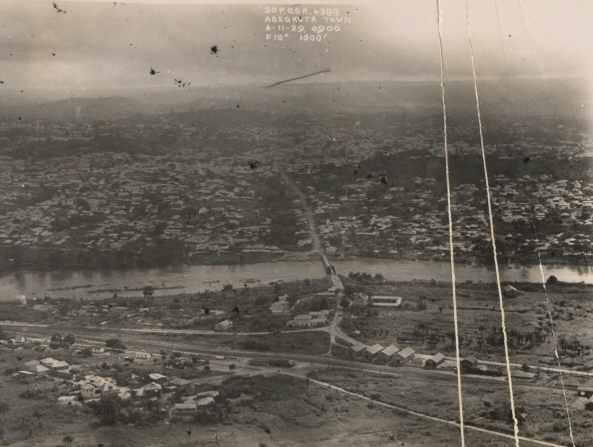
Luftaufnahme von 1929

## Söhne und Töchter der Stadt
- Funmilayo Ransome-Kuti (1900–1978), Politikerin, Lehrerin und Frauenrechtlerin
- Christiana Abiodun Emmanuel (1907–1994), Kirchengründerin und Missionarin
- Amos Tutuola (1920–1997), Schriftsteller
- Lateef Oladimeji Adegbite (1933–2012), Jurist und Politiker
- Bola Ajibola (1934–2023), Jurist, Richter am Internationalen Gerichtshof (1991–1994)
- Wole Soyinka (* 1934), Schriftsteller und Literaturnobelpreisträger
- Taiwo Akinkunmi (1936–2023), Staatsbeamter, entwarf die heutige Flagge Nigerias
- Moshood Abiola (1937–1998), Politiker und Geschäftsmann
- Olusegun Obasanjo (* 1937), Staatspräsident Nigerias
- Fela Kuti (1938–1997), Saxophonist und Bandleader
- Bekololari Ransome-Kuti (1940–2006), Politiker, Bürgerrechtler und Arzt
- Peter Akinola (* 1944), anglikanischer Bischof; Primas der Church of Nigeria
- Mudashiru Lawal (1954–1991), Fußballspieler
- Alfred Adewale Martins (* 1959), römisch-katholischer Bischof Erzbischof von Lagos
- Dimeji Bankole (* 1969), Politiker
- Carsten Haitzler (* 1975), australisch-deutscher Software-Entwickler und Initiator des Enlightenment-Projekts
- Olaseni Lawal (* 1986), US-amerikanisch-nigerianischer Basketballspieler
- Ayomide Folorunso (* 1996), italienische Leichtathletin nigerianischer Herkunft